# جايسون كوبر
جايسون كوبر (بالإنجليزية: Jason Cooper)‏ (و. 1967  م) هو طبال إنجليزي، ولد في لندن، يستخدم آلات طقم طبول، وهو عضوٌ في ذا كيور.

## وصلات خارجية
- جايسون كوبر على موقع IMDb (الإنجليزية)
- جايسون كوبر على موقع ميوزك برينز (الإنجليزية)
- جايسون كوبر على موقع ديسكوغز (الإنجليزية)
- جايسون كوبر على موقع قاعدة بيانات الفيلم (الإنجليزية)

- جايسون كوبر في قاعدة بيانات الأفلام على الإنترنت